# Ano Kourtesi
Ano Kourtesi (greacă Άνω Κουρτέσι) este un oraș în Grecia în prefectura Elida.